# Mohammad Fahim Dashty
Mohammad Fahim Dashty, né vers 1973 et mort le 4 ou 5 septembre 2021, est un journaliste, homme politique et militaire afghan. En 2021, il devient porte-parole du Front national de résistance pendant le conflit du Panchir, où il combat les talibans et perd la vie.

## Biographie

### Origines
Né vers 1973 en Afghanistan, Mohammad Fahim Dashty est le neveu de l’homme politique Abdullah Abdullah et un proche collaborateur de la famille du chef de l'Alliance du Nord, le commandant Massoud. Il est avec lui lorsque ce dernier est victime d'un attentat-suicide le 9 septembre 2001,. Dashty est grièvement blessé dans l'explosion, à l'issue de laquelle il perd un œil.

### Carrière de journaliste
Dashty effectue un stage au service international du quotidien français Libération en 2003, avant de fonder un journal basé à Kaboul et de se faire connaître pour son soutien aux journalistes et sa défense de la liberté d'expression en Afghanistan. Il est un dirigeant de l'Union nationale des journalistes afghans (ANJU) ainsi qu'une figure clé de la Fédération des « journalistes et entités médiatiques afghanes », créée en 2012. En outre, il contribue au South Asia Press Freedom Report.

### Combat contre les talibans et mort
En 2021, à la suite de la prise de contrôle de l'Afghanistan par les talibans, Mohammad Fahim Dashty rejoint le Front national de résistance en tant que porte-parole,. Auparavant, il aurait refusé les offres d'un poste gouvernemental par les talibans. Il est l'une des principales sources d'information dans la vallée du Panchir alors que les talibans font pression en publiant des déclarations sur Twitter. Peu de temps avant sa mort, il déclare : « Si nous mourons, l'histoire retiendra que nous l'avons fait en personne qui ont défendu leur pays jusqu'au bout ».
Le 4 ou le 5 septembre 2021, il est tué au combat lors de l'offensive des talibans dans le Panchir. Sa mort est initialement confirmée par son ami Noor Rahman Akhlaqi sur Facebook. Les talibans affirment qu'il est mort alors qu'ils avançaient vers Bazarak, capitale de la province du Panchir,. En revanche, la Fédération internationale des journalistes indique qu'il est décédé aux côtés du général Abdul Wodo Zara à Dashtak, dans le district d'Anaba. Selon des sources non précisées et l'analyste de la défense Babak Taghvaee, il a été tué par une frappe de drone pakistanais pendant les combats.

## Hommages
Après sa mort, d'anciens collègues, associés et organisations comme l'ANJU, l'Association des journalistes indépendants d'Afghanistan (AIJA) et la Fédération internationale des journalistes ont publié des éloges funèbres en son honneur.